# Golman Pierre
Pour les articles homonymes, voir Pierre.
Golman Pierre, né le 21 février 1971 à Dessalines, est un footballeur haïtien qui évoluait au poste d'attaquant.

## Biographie

### En club
Issu de l'AS Dessalines, club de sa ville natale, c'est au Football Inter Club Association (FICA), club de Cap-Haïtien, qu'il passe l'essentiel de sa carrière, de 1995 à 2005. Il y est sacré deux fois champion d'Haïti (1998 et 2001) et meilleur buteur du championnat en 1999 et 2001.

### En sélection
Golman Pierre commence sa carrière internationale en 1996 à l'occasion des qualifications à la Coupe du monde 1998 (3 buts en 4 matchs). Buteur prolifique, il marque 23 buts en 30 matchs avec Les Grenadiers (surnom de l'équipe d'Haïti) dont 12 lors des éliminatoires à la Coupe du monde 2002. 
Du reste, il participe avec son pays aux Gold Cup de 2000 et 2002. Lors de ce dernier tournoi, il marque le but de l'égalisation transitoire en quarts-de-finale, le 26 janvier 2002, face au Costa Rica (défaite 1-2).

#### Buts en sélection
| Buts en sélection de Golman Pierre | Buts en sélection de Golman Pierre | Buts en sélection de Golman Pierre                         | Buts en sélection de Golman Pierre | Buts en sélection de Golman Pierre | Buts en sélection de Golman Pierre | Buts en sélection de Golman Pierre |
|                                    | Date                               | Lieu                                                       | Adversaire                         | Score                              | Résultat                           | Compétition                        |
| ---------------------------------- | ---------------------------------- | ---------------------------------------------------------- | ---------------------------------- | ---------------------------------- | ---------------------------------- | ---------------------------------- |
| 1.                                 | 12 mai 1996                        | Stade Sylvio-Cator, Port-au-Prince (Haïti)                 | Grenade                            | 2-0                                | 6-1                                | QCM 1998                           |
| 2.                                 | 12 mai 1996                        | Stade Sylvio-Cator, Port-au-Prince (Haïti)                 | Grenade                            | 3-0                                | 6-1                                | QCM 1998                           |
| 3.                                 | 18 mai 1996                        | National Cricket Stadium, Saint George's (Grenade)         | Grenade                            | 0-1                                | 0-1                                | QCM 1998                           |
| 4.                                 | 27 mai 1996                        | Manny Ramjohn Stadium, San Fernando (Trinité-et-Tobago)    | Saint-Vincent-et-les-Grenadines    | 1-0                                | 2-2                                | CAR 1996                           |
| 5.                                 | 27 mai 1996                        | Manny Ramjohn Stadium, San Fernando (Trinité-et-Tobago)    | Saint-Vincent-et-les-Grenadines    | 2-0                                | 2-2                                | CAR 1996                           |
| 6.                                 | 11 mars 2000                       | Stade Sylvio-Cator, Port-au-Prince (Haïti)                 | Dominique                          | 1-0                                | 4-0                                | QCM 2002                           |
| 7.                                 | 11 mars 2000                       | Stade Sylvio-Cator, Port-au-Prince (Haïti)                 | Dominique                          | 2-0                                | 4-0                                | QCM 2002                           |
| 8.                                 | 11 mars 2000                       | Stade Sylvio-Cator, Port-au-Prince (Haïti)                 | Dominique                          | 4-0                                | 4-0                                | QCM 2002                           |
| 9.                                 | 19 mars 2000                       | Windsor Park, Roseau (Dominique)                           | Dominique                          | 1-1                                | 1-3                                | QCM 2002                           |
| 10.                                | 19 mars 2000                       | Windsor Park, Roseau (Dominique)                           | Dominique                          | 1-2                                | 1-3                                | QCM 2002                           |
| 11.                                | 19 mars 2000                       | Windsor Park, Roseau (Dominique)                           | Dominique                          | 1-3                                | 1-3                                | QCM 2002                           |
| 12.                                | 1er avril 2000                     | Stade Sylvio-Cator, Port-au-Prince (Haïti)                 | Bahamas                            | 4-0                                | 9-0                                | QCM 2002                           |
| 13.                                | 1er avril 2000                     | Stade Sylvio-Cator, Port-au-Prince (Haïti)                 | Bahamas                            | 6-0                                | 9-0                                | QCM 2002                           |
| 14.                                | 16 avril 2000                      | Thomas Robinson Stadium, Nassau (Bahamas)                  | Bahamas                            | 0-3                                | 0-4                                | QCM 2002                           |
| 15.                                | 16 avril 2000                      | Thomas Robinson Stadium, Nassau (Bahamas)                  | Bahamas                            | 0-4                                | 0-4                                | QCM 2002                           |
| 16.                                | 7 mai 2000                         | Hasely Crawford Stadium, Port of Spain (Trinité-et-Tobago) | Trinité-et-Tobago                  | 3-1                                | 3-1                                | QCM 2002                           |
| 17.                                | 17 juin 2000                       | Stade Sylvio-Cator, Port-au-Prince (Haïti)                 | Honduras                           | 1-2                                | 1-3                                | QCM 2002                           |
| 18.                                | 16 mai 2001                        | Marvin Lee Stadium, Macoya (Trinité-et-Tobago)             | Saint-Christophe-et-Niévès         | 2-1                                | 7-2                                | CAR 2001                           |
| 19.                                | 16 mai 2001                        | Marvin Lee Stadium, Macoya (Trinité-et-Tobago)             | Saint-Christophe-et-Niévès         | 4-1                                | 7-2                                | CAR 2001                           |
| 20.                                | 16 mai 2001                        | Marvin Lee Stadium, Macoya (Trinité-et-Tobago)             | Saint-Christophe-et-Niévès         | 5-2                                | 7-2                                | CAR 2001                           |
| 21.                                | 16 mai 2001                        | Marvin Lee Stadium, Macoya (Trinité-et-Tobago)             | Saint-Christophe-et-Niévès         | 6-2                                | 7-2                                | CAR 2001                           |
| 22.                                | 18 mai 2001                        | Marvin Lee Stadium, Macoya (Trinité-et-Tobago)             | Suriname                           | 1-0                                | 1-1                                | CAR 2001                           |
| 23.                                | 26 janvier 2002                    | Miami Orange Bowl, Miami (États-Unis)                      | Costa Rica                         | 1-1                                | 2-1 b.o.                           | GC 2002                            |

## Palmarès

### En club
- Champion d'Haïti en 1998 et 2001 avec le FICA.

### Distinctions individuelles
- Deux fois meilleur buteur du championnat d'Haïti, en 1999 (19 buts) et 2001 (24 buts), avec le FICA.